# Cyclodomorphus michaeli
Cyclodomorphus michaeli är en ödleart som beskrevs av  Wells och WELLINGTON 1984. Cyclodomorphus michaeli ingår i släktet Cyclodomorphus och familjen skinkar. Inga underarter finns listade i Catalogue of Life.